# Makrophilie
Makrophilie (von gr. makrós, „groß, lang“, und philía, „Liebe, Freundschaft“) bedeutet, sich von großen Personen sexuell angezogen zu fühlen. Sie ist das Gegenteil von Mikrophilie. Sie erregen sich an der Vorstellung, mit einem größeren Partner zu interagieren. Die einzelnen Ausprägungen unterscheiden sich individuell sehr stark und können von der Zuneigung zu einer normal größeren Person bis hin zu fantastischen Szenarien mit Riesen/Riesinnen reichen. Oft überschneidet sich die Makrophilie mit anderen Paraphilien, wie beispielsweise Fußfetischismus, Vorarephilie oder Masochismus.

## Grundformen
Eine der größten heterosexuell ausgerichteten makrophilen Gemeinschaften bezeichnet ihre Vorliebe als „GTS“, was die Abkürzung für das englische wort „giantess“ (= Riesin) ist.
Innerhalb aller Gruppen lassen sich Erotik und pornographische Inhalte grob in zwei Gruppen aufteilen:
„Growth“ (= Wachstum), wobei eine Frau zur Riesin heranwächst und mit der normal gebliebenen Welt interagiert (beim sogenannten „MEGA“ befindet sich das Objekt der Begierde in einem Größenverhältnis von 100 m bis Planetenformat oder noch größer) und „Shrink“ (= Schrumpfen), das den Sexualverkehr oder eine andere Interaktion zwischen einem zur Miniaturgröße geschrumpften Mann und einer normalgroßen Frau beschreibt.
Bei männlichen Riesen wird zumeist die Abkürzung „GT“ verwendet vom englischen „Giant“ (= Riese).

## Besondere Ausprägungen
Für gewöhnlich ist das ungleiche Machtverhältnis der Beteiligten wichtig, was auf unterschiedliche Weise ausgedrückt werden kann. Der größere Partner nimmt somit eine Rolle der Dominanz ein und der kleinere eine Rolle der Unterwerfung.
Manche Makrophile wollen einen Riesen vor sich haben, der ihnen bestimmte Dinge „antut“, beispielsweise auf sie zu treten oder sie zu zerstampfen. Dies darf als Spielart des Sadomasochismus oder sogenannte Crush-Fixation (= man hat die Phantasie, zerdrückt oder platt getreten zu werden) gelten, wobei sexuelle Erregung durch die Phantasie des Zerquetschtwerdens gewonnen wird.
Eine andere Variante des Crushings ist der Object-Crush, das bedeutet, Gegenstände werden durch das Gewicht des Riesen zerstört (Autos werden zertreten, Häuser mit dem Gesäß zerquetscht), ohne dass dabei notwendigerweise Menschen oder Lebewesen allgemein zu Schaden kommen.
Der Fußfetischismus ist somit oft mit der Makrophilie verbunden. Makrophile genießen die Vorstellung, dass ein Riese mit dem Fuß die Umgebung um sie herum zerstört, ähnlich wie es in Godzilla- oder King-Kong-Filmen zu sehen ist. Das bedeutet aber nicht, dass ein Mensch mit Makrophilie grundsätzlich auch Fußfetischist ist, da zwischen diesen Neigungen trotz allem große Unterschiede bestehen.
Ebenfalls oft mit der Makrophilie verbunden ist Vorarephilie, bei der sich vorgestellt wird, verschlungen zu werden. Für gewöhnlich wird dies in zwei Kategorien eingeteilt: „Soft Vore“ (engl. sanft, weich), bei dem die kleinere Person nicht zu schaden kommt, und „Hard Vore“ (engl. hart, fest), welches beißen, kauen oder lebendige Verdauung beinhaltet. 
Andere Sexualpraktiken und Paraphilien wie BDSM, Petplay oder Transformations Fetische können ebenfalls damit verbunden sein.

## Makrophilie heute
Mit dem Aufkommen des Internets wuchs die Bekanntheit der Makrophilie, nicht zuletzt durch die Genre-Crossovers, bei denen sie sich mit anderen Paraphilien oder speziellen Feldern sexueller Phantasie vermischt. Eine weitere Spielart hat sich über den Voyeurismus entwickelt, wobei der Mann einer Riesen gegenübersteht, welche jedoch von seiner Präsenz nichts weiß.
Das Internet erlaubt die einfache Verbreitung solcher Inhalte durch Videos, Bilder oder Kunst. Außerdem hat das Netz zur Kommerzialisierung der Makrophilie geführt, weil kostenpflichtige Angebote auf große Resonanz stoßen. Frauen präsentieren sich auf einschlägigen Websites und verkaufen Bilder und Videos, auf bzw. in denen sie als Riesin erscheinen; oder erotische Geschichten mit entsprechendem Inhalt. Ausschlaggebend mag in vielen Fällen das finanzielle Interesse sein, es wird aber auch von Frauen berichtet, welche die Neigung ihrer Kunden teilen. Manche dieser Kunden wiederum empfinden eine tiefe Verehrung für „ihre“ Giantess. Sie zahlen dann nicht nur die vereinbarten Preise, sondern machen ihr Geschenke oder geben extra Geld. Hier zeigen sich Parallelen zur Findom, einem Fetisch, bei dem das Zahlen im Vordergrund steht, und der ebenfalls untrennbar mit dem Internet verbunden ist.
Viele Makrophile haben ihre Veranlagung erst nach dem Besuch entsprechender Websites erkannt oder verstanden. Einige solcher Webseiten konnten über die Zeit ein starkes Wachstum verzeichnen. So haben entsprechende Unterforen der Plattform Reddit in den Jahren von 2020 bis 2023 ihre Benutzerzahlen vervierfacht. Bei manchen Websites für pornografische Inhalte wurde „giantess“ inzwischen zur meistgesuchten sexuellen Ausprägung.
Ein weiteres Entdeckungserlebnis kann durch Filme oder andere visuelle Medien entstehen, in denen ungewöhnliche Größenverhältnisse thematisiert werden, wie Attack of the 50 Foot Woman, Ant-Man oder Gullivers Reisen – Da kommt was Großes auf uns zu. Wie diese Neigung vor Aufkommen des Internets gelebt wurde, darüber ist nichts bekannt, ebenso wie zu den Ursachen und Entstehungsbedingungen.